# CS-530
La CS-530 (Carretera Secundària 530) és una carretera de la Xarxa de Carreteres d'Andorra, que comunica Arinsal, a la CG-5, amb Prats Sobirans (edifici). També és anomenada Carretera d'Arinsal o Carretera de Prats Sobirans.
Segons la codificació de carreteres d'Andorra aquesta carretera correspon a una Carretera Secundària, és a dir, aquelles carreteres què comuniquen una Carretera General amb un poble o zona.
La carretera té en total 0,7 quilòmetres de recorregut.

## Història, antiga CS-410
Fins a l'any 2007 aquesta carretera era anomenada com a CS-410, a partir d'aquest any es va reanomenar com a CS-530, lo nom actual. L'antiga CS-410 i l'actual CS-530 tenen lo mateix recorregut, l'únic que van canviar va ser lo nom.

## Recorregut

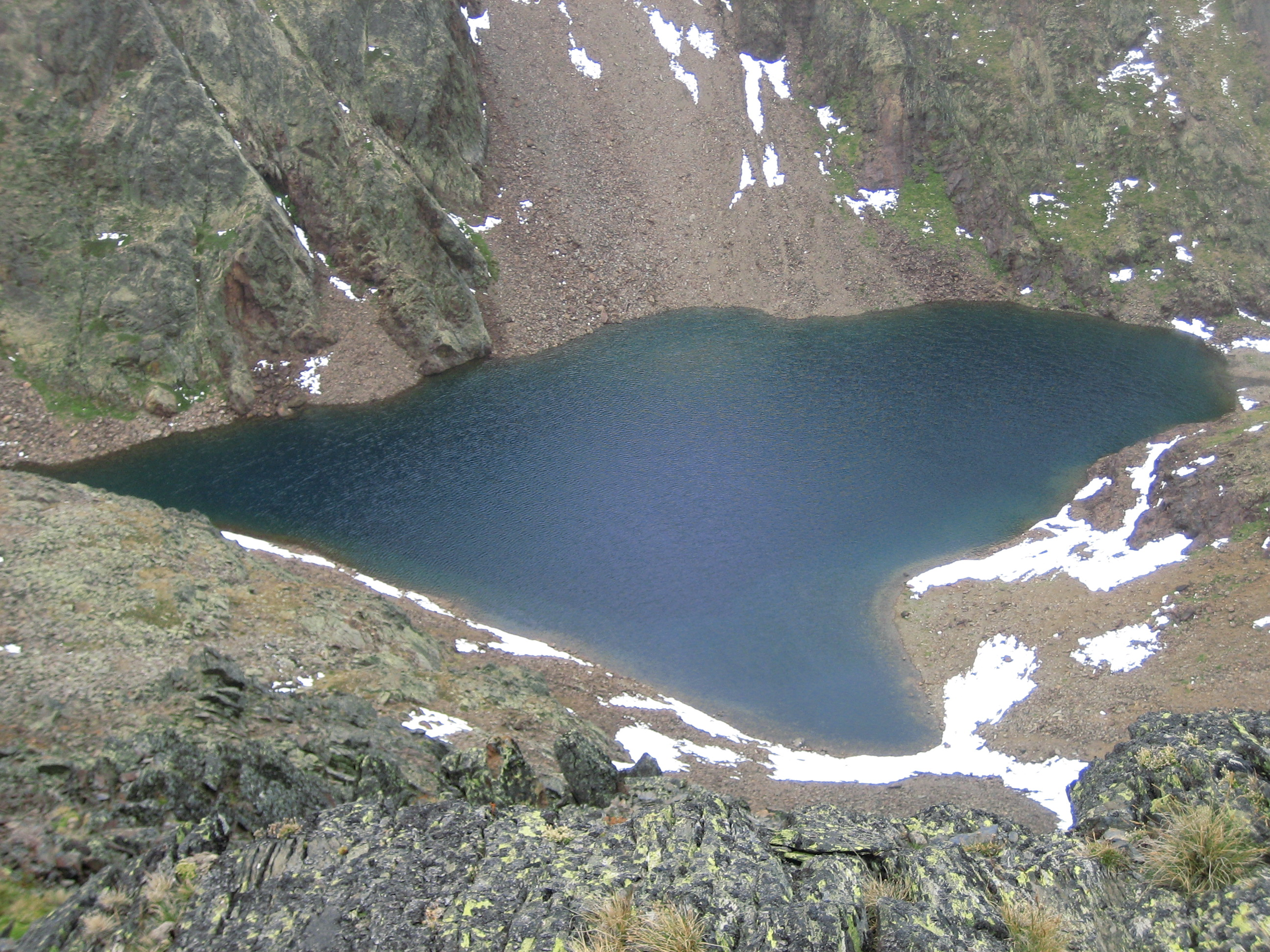
Estany Negre

## Recorregut[3][4]
- Arinsal (CG-5)
- Pont Pedregat
- Riu d'Arinsal
- Prats Sobirans
- Estany Negre (GR-11)[5]

| Tipus de Sortida | Direcció de la sortida | Carretera que hi enllaça | Qm  |
| ---------------- | ---------------------- | ------------------------ | --- |
| CS-530           | Arinsal                | CG-5                     | 0   |
|                  | Túnel                  |                          | 0,2 |
|                  | Pont Pedregat          |                          | 0,5 |
|                  | Tunel                  |                          | 0,6 |
|                  | Prats Sobirans         |                          | 0,7 |